# Harvey Wood
Harvey Jesse Wood (ur. 10 kwietnia 1885 w Beverley, zm. 18 grudnia 1958 w Tynemouth) – brytyjski hokeista na trawie, członek reprezentacji Anglii. Złoty medalista olimpijski z Londynu (1908). 
Harvey Wood grał dla Anglii jako bramkarz we wszystkich meczach w 1908 roku i łącznie z igrzyskami olimpijskimi stracił tylko sześć bramek w siedmiu meczach. Pomimo udanego pierwszego sezonu na poziomie międzynarodowym nie zagrał ponownie dla Anglii.